# Manolo Díaz Gómez
Manuel Díaz Gómez (Puerto Real, Cádiz, 21 de enero de 1953), conocido como Manolo Díaz es un exfutbolista español que jugó como centrocampista en el Triana Balompié, Real Betis Balompié, Córdoba C.F., Calvo Sotelo y Linares Club de Fútbol. 

## Trayectoria
Manolo Díaz nació en Puerto Real, provincia de Cádiz, el 21 de enero de 1953. Siendo muy pequeño su familia tuvo que emigrar a Sevilla. 
Comenzó a jugar en equipos locales de esa ciudad, como el Huracán y el Colspe, en los cuales actuó con tal brillantez que le valió su pase a formarse e la cantera de unos de los ilustres equipos de la ciudad, el Real Betis Balompié. 
Tras algunos años en el Triana Balompié, filial bético, llegó a debutar con el primer equipo en un amistoso en San Fernando, marcando dos goles, lo cual le valió para jugar contra el Sevilla F. C. en el estadio Benito Villamarín la Copa de Andalucía. 
Tuvo una oferta del Real Valladolid para incorporarse a sus filas, pero siguió en el Real Betis Balompié, entrenando con el primer equipo, y jugando el Trofeo Ciudad de Sevilla del año 74-75 contra el SL Benfica, que acabó llevándose el trofeo en la tanda de penaltis, marcando el penalti de la victoria. 
Poco después jugó la Copa de Andalucía, en la cual el Real Betis Balompié se enfrentaba al C.D. Málaga, marcando el tanto del triunfo de una fantástica volea desde fuera del área, en la temporada 74-75. En dicha plantilla había jugadores como Julio Cardeñosa, Ramón Blanco Rodríguez, José Ramón Esnaola... entrenados por Ferenc Szusza.
Se marchó cedido al Calvo Sotelo, actual UD Puertollano, triunfando plenamente, marcando 7 goles a pesar de jugar de centrocampista, lo cual le valió para retornar al equipo verdiblanco. En su estancia en Puertollano cabe destacar la creación de una peña con su nombre en el pueblo de Calzada de Calatrava, un pueblo al lado de Puertollano en la provincia de Ciudad Real.
Pero poco después y debido al fichaje de Escalante, futbolista del Córdoba C.F., el Real Betis Balompié lo volvió a ceder, esta vez al mismo Córdoba C.F., con el cual hizo una gran pretemporada, hasta el punto de que varios equipos se interesaron por sus servicios, entre ellos el Calvo Sotelo. 
Finalmente fue traspasado al Linares Club de Fútbol ese mismo verano.
En el Linares cuajó su mejor época, llegando a coincidir en el equipo con gente tan importante como Paco Flores (exjugador de Español y F. C. Barcelona, y exentrenador de Español, Zaragoza, Almería y Nastic entre otros), Antonio Pedraza (exjugador del Sevilla F. C.), Tolo Plaza (exjugador del Sevilla F. C.), Torres (exjugador del Sevilla F. C.), Durán (exjugador del Sevilla F. C.) y Juande Ramos (exentrenador del Sevilla F. C., Real Betis Balompié y actual entrenador del FC Dnipro Dnipropetrovsk).

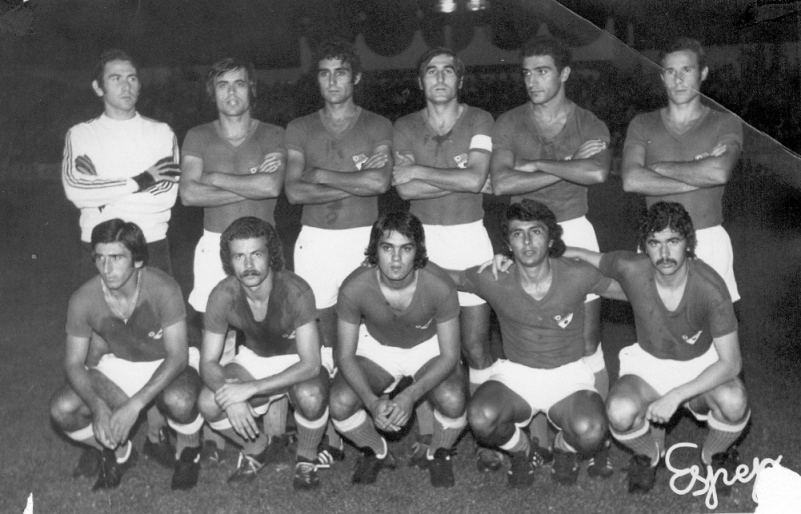

Fue partícipe del ascenso del Linares a Segunda División en la temporada 79-80.
Se retiró a la edad de 29 años en el Linares, teniendo una oferta del C.D.Sabadell para recalar en su formación.

## Clubes
| Club                                        | País   | Años      |
| ------------------------------------------- | ------ | --------- |
| Real Betis Balompié (categorías inferiores) | España | 19xx-19xx |
| Real Betis Balompié                         | España | 19xx-19xx |
| Calvo Sotelo (cesión)                       | España | 1973-1975 |
| Real Betis Balompié                         | España | 19xx-19xx |
| Córdoba C.F.                                | España | 19xx-19xx |
| Linares Club de Fútbol                      | España | 19xx-19xx |

## Palmarés
- 2 Campeonatos de Tercera División. con el Calvo Sotelo (74-75) y el Linares C. F.
- 2 ascensos a Segunda División, con el Calvo Sotelo (74-75) y el Linares C. F.
- 1 Trofeo Ciudad de Sevilla.

- Datos: Q5991667